# Luigi Lucheni
Luigi Lucheni (22. dubna, 1873, Paříž, Francie – 19. října, 1910, Ženeva, Švýcarsko), rodným jménem Louis Luccheni, byl italský anarchista, který 10. září 1898 zavraždil v Ženevě rakouskou císařovnu Alžbětu Bavorskou (známou též pod přezdívkou Sissi) bodnutím trojhranného pilníku do srdce. Vzápětí po svém činu byl chycen a odsouzen na doživotí. O 12 let později, roku 1910 se ve své cele oběsil koženým řemenem. Sám se přiznal, že měl v plánu zabít prince Orleánského. Princ, který se ale o chystaném atentátu včas dozvěděl, změnil cestu a Ženevě se vyhnul. Jako "náhrada" posloužila mladému anarchistovi prominentní rakouská císařovna.

## Raný život
Narodil se 22. dubna 1873 v Paříži jako Louis Luccheni. Jeho neznámý otec a matka Luigia Lucchiniová jej odevzdali do nemocnice pro nalezence. V srpnu roku 1874 byl přesunut do Itálie, kde byl přesouván mezi sirotčinci a pěstouny. Později pracoval jako příležitostný pracovník v Itálii, Švýcarsku a Rakousku-Uhersku. Tři roky sloužil v armádě a přestěhoval se do Švýcarska, kde se ve městě Lausanne spřátelil s anarchisty.

## Vražda
Dne 10. září 1898 smrtelně bodl trojhranným pilníkem rakouskou císařovnu Alžbětu během její návštěvy Ženevy. Alžběta a její dvorní dáma hraběnka Sztárayová odjely z hotelu u Ženevského jezera, aby se nalodily na parník do Montreux. Šli bez doprovodu, protože Alžběta královskými průvody opovrhovala. V docích, v časném odpoledni, k Alžbětě přistoupil Lucheni a bodl ji pod levou hruď čtyřpalcovým pilníkem s dřevěnou rukojetí, který se používá k pilování oušek průmyslových jehel. Těžce zraněná Alžběta přesto pokračovala s podporou dalších dvou osob 100 metrů pěšky, aby se nalodila na odplouvající parník. Poté, co si hraběnka Sztárayová všimla Alžbětina krvácení, se parník vrátil ke břehu, načež byla císařovna na provizorních nosítkách odnesena zpět do hotelu. Dva lékaři konstatovali její smrt do hodiny po útoku. Dokumentace o pitvě byla zničena.
Lucheni byl zadržen při útěku a jeho pilník byl nalezen následující den. Úřadům řekl, že je anarchista, který přijel do Ženevy s úmyslem zabít jakéhokoli panovníka jako příklad pro ostatní. Lucheni k vraždě použil pilník, protože neměl dost peněz na pořízení stiletta.
Jeho soudní proces začal následující měsíc v říjnu. Byl rozzuřen, když zjistil, že v Ženevě byl zrušen trest smrti, a napsal dopis, v němž požadoval souzení v jiném kantonu, aby mohl být umučen. Místo toho dostal trest doživotního vězení.

## Smrt a odkaz

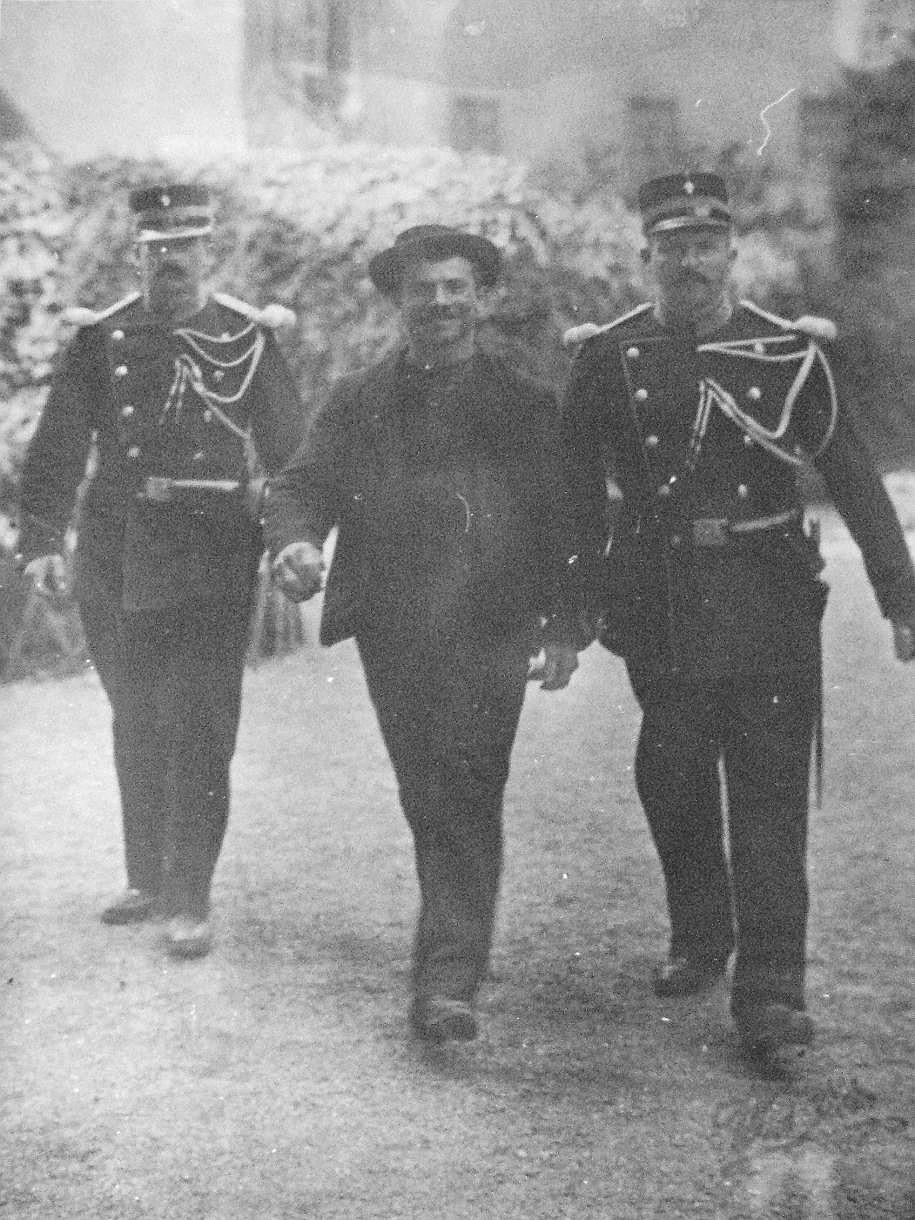
Lucheni se po prvním výslechu ohledně atentátu vrací do vězení.

V ženevském vězení Évêché sepsal své paměti z dětství. Ve vězení byl šikanován a jeho zápisky byly ukradeny. Dne 19. října 1910 byl nalezen oběšený ve své cele. Jeho hlava byla konzervována ve formaldehydu a v roce 1986 převezena do Vídně. Vystavená  byla ve vídeňském Narrenturmu, a to až do roku 2000, kdy byly ostatky přesunuty do Wiener Zentralfriedhofu.
Atentát odstartoval mezinárodní konferenci, na níž delegáti z 21 zemí definovali anarchismus jako terorismus a usnesli se zahájit činnost agentur, které by sledovaly podezřelé anarchisty a povolily trest smrti za atentát na panovníky. Alžbětin život a následná vražda jsou zachyceny v mnoha divadelních inscenacích, filmech a románech. V roce 1998 byly vydány Lucheniho paměti z dětství.